# 九峰山站
九峰山站是一个位于中华人民共和国湖北省武汉市洪山区九峰街道光谷四路与三星巷交叉口北侧，属于光谷空轨的铁路车站。九峰山站是光谷空轨一期工程最北端的车站。车站西侧紧邻社区、学校，东侧为九峰森林动物园与九峰山，驿站总面积约147㎡。

## 站台结构
采用2个侧式站台。

## 附近
- 九峰山国家森林公园
- 九峰动物园